# Franciszek Mleczko (ur. 1864)
Franciszek Mleczko (ur. 27 marca 1864 w Strzałkowicach, zm. ?) – działacz ludowy, poseł do austriackiej Rady Państwa.
Urodził się w rodzinie chłopskiej. Ukończył 6 klas gimnazjum w Samborze. Był właścicielem gospodarstwa w Strzalkowicach w powiecie samborskim. W latach 1903–1908 należał do Polskiego Stronnictwa Ludowego, potem działał w założonym przez Stanisława Stojałowskiego Polskim Centrum Ludowym.
Poseł do austriackiej Rady Państwa XI kadencji (od 17 lutego 1907 do 30 marca 1911), wybrany w okręgu wyborczym nr 53 (Sądowa Wisznia – Rudki – Stara Sól – Sambor – Komarno – Dublany – Kranzberg). Należał do Koła Polskiego w Wiedniu. Najpierw jako członek grupy posłów PSL, potem od grudnia 1908 jako niezrzeszony tzw. „dziki”, a następnie w Polskim Centrum Ludowym.